# Rick Lazio
Enrico Anthony "Rick" Lazio (ur. 13 marca 1958) – amerykański polityk, członek Partii Republikańskiej. Od 1993 do 2001 zasiadał w Izbie Reprezentantów.